# Galliano Rossini
Galliano Rossini (Ancona, 17 maggio 1927 – Ancona, 13 novembre 1987) è stato un tiratore di tiro a volo italiano.

## Biografia
Galliano Rossini (detto Liano) nacque nel 1927 a Torrette di Ancona.
Partecipò a cinque olimpiadi consecutive sempre con la disciplina di tiro a volo nella categoria di tiro al piattello. La prima fu ad Helsinki 1952, con la prima partecipazione nella storia della squadra italiana alle olimpiadi in questa specialità, in cui Rossini giunse settimo. Il massimo trofeo arrivo l'edizione successiva, a Melbourne 1956 con 195 punti si aggiudicò la medaglia d'oro. A Roma 1960, con 191 punti, prese la medaglia d'argento. Le successive partecipazioni furono Tokyo 1964, in cui giunse quarto, e Città del Messico 1968 dove concluse con il tredicesimo posto.
La sua città natale, Ancona, gli ha intitolato un palazzetto dello sport, il PalaRossini.